# آیسواک
آیسواک (انگلیسی: Aysuak) یک شهرک در شهرستان کویورگازینسکی جمهوری باشقیرستان در کشور روسیه است.